# For the 25th anniversary
『For the 25th anniversary』（フォー ザ トゥエンティーフィフス アニバーサリー）は、2020年に開催されたV6の配信ライブ及びその模様を収録した映像作品である。2021年2月17日にavex traxより発売。

## 概要
- 自身デビュー25周年記念日となる2020年11月1日に開催された配信ライブ「V6 For the 25th anniversary」を映像化したもの。
- 初回盤A/B・通常盤の3種類（それぞれDVD/Blu-rayが存在するため、計6種類）で発売。

## チャート成績
初週売上DVD1.9万枚、Blu-ray Disc（以下BD）6.1万枚で、2021年3月1日付のオリコン週間DVDランキング、オリコン週間BDランキング、オリコン週間ミュージックDVD・BDランキングの映像3部門で初登場1位を獲得。
DVDの1位は、2016年2月29日付の『V6 LIVE TOUR 2015 -SINCE 1995〜FOREVER-』以来5年ぶりで通算11作目となる。

## 収録内容

### 本編映像
※Blu-rayではDisc 1にまとめて収録。初回盤A/Bは本作の為に再編集した「Another Edit」、通常盤は配信時と同編集の「Original Edit」として収録。

#### Disc 1
1. OPENING
2. Right Now
3. KEEP GOING
4. Supernova
5. SILENT GALAXY
6. Wait for You
7. サンダーバード-your voice-
8. 星が降る夜でも
9. ある日願いが叶ったんだ
10. Swing!
11. SPOT LIGHT
12. All For You
13. PINEAPPLE
14. TL
15. GOLD
16. Can't Get Enough
17. Air
18. It's my life
19. SPARK
20. Super Powers
21. WALK
22. 羽根 〜BEGINNING〜

#### Disc 2
※配信ライブにおけるファンクラブ会員限定パート。
1. 明日の傘
2. クリア
3. Full Circle

### 特典映像

#### 初回盤A
※DVDではDisc 3、Blu-rayではDisc 2に収録。
1. 10/31前夜祭
2. ツアーリハーサル 〜 当日ドキュメント
3. 「Wait for You」座席別カメラカットver.

#### 初回盤B
※DVDではDisc 3、Blu-rayではDisc 2に収録。
1. ライブを終えたV6、それぞれの"coffee break"
2. History of 代々木第一体育館
  1. MADE IN JAPAN[3]
  2. MUSIC FOR THE PEOPLE[3]
  3. Feel your breeze[4]
  4. over[5]
  5. Orange[6]
  6. Wonder World[7]
  7. Voyager 〜ボイジャー〜[8]
  8. 蝶[9]
  9. 星が降る夜でも[10]
  10. 大人Guyz[11]
  11. HELLO[12]

#### 通常盤「メンバーパーソナルエディット」
Disc 2
1. KEEP GOING
2. Supernova
3. SPARK
4. クリア

### CD「For the 25th anniversary Special Edit CD」
※初回盤Bのみ
1. Right Now
2. KEEP GOING
3. Supernova
4. SILENT GALAXY
5. Wait for You
6. サンダーバード -your voice-
7. 星が降る夜でも
8. ある日願いが叶ったんだ
9. Swing!
10. SPOT LIGHT
11. All For You
12. PINEAPPLE
13. TL[13]
14. GOLD
15. Can't Get Enough
16. Air
17. It's my life
18. SPARK
19. Super Powers
20. WALK
21. 羽根 〜BEGINNING〜